# Geschiedkundige atlas van Nederland

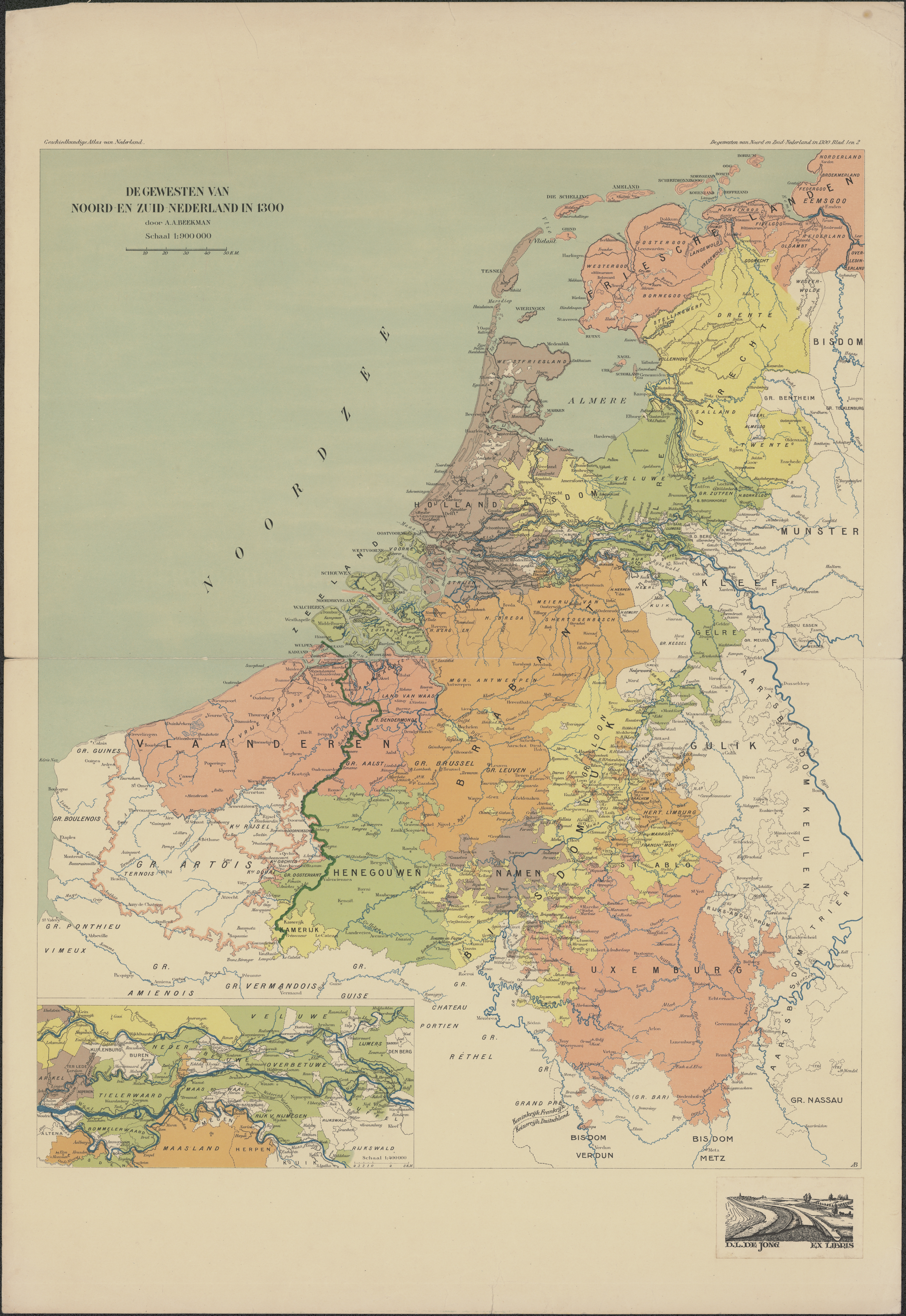
Kaart uit de Atlas: De gewesten van Noord- en Zuid-Nederland ±1300

De Geschiedkundige atlas van Nederland is een wetenschappelijke verzameling kaarten met bijbehorende boekwerken die de geschiedenis van Nederland op kaarten weergeeft. 
De serie is in de periode 1909-1938 uitgegeven door uitgeverij Martinus Nijhoff, Den Haag, in opdracht van een commissie onder voorzitterschap van prof. dr. P.J. Blok Het kaartmateriaal is grotendeels van de hand van dr. A.A. Beekman. De commissie bestond verder uit dr. W.A.F Bannier, dr. H. Blink, F.A. Hoefer, mr. S. Muller, mr. dr. J.C. Overvoorde en ir. J.C. Ramaer. 
Beekman heeft ook een groot aantal delen geschreven van de”Geschiedkundige atlas van Nederland” De kaarten hiervan zijn vaak niet digitaal beschikbaar, de teksten wel. De atlas bestaat uit ongeveer 30 delen. 
In het voorbericht geeft de commissie aan dat een specifiek probleem bij de kartering van Nederland in de geschiedenis is, dat de vormen van het land, zowel door natuurlijke processen (verleggen van rivieren, overstromingen) als menselijk ingrijpen (afdammingen, inpolderingen) in de loop der eeuwen aanzienlijk veranderd zijn. In de meeste andere landen is dat niet het geval.
Beekman geeft aan dat bij alle kaarten de waterlijn de hoogwaterlijn is, en alleen in die gevallen waar er informatie beschikbaar was, ook de laagwaterlijn is ingetekend. Verder is nadrukkelijk een verschil aangebracht tussen binnendijkse (zwart) en buitendijkse (blauw) wateren.
De links in onderstaande lijst leden naar scans van de beschrijvingen van de kaart. De omvang van de afzonderlijke delen varieert sterk, sommige deeltjes zijn maar een paar bladzijden maar er zijn ook delen van een paar honderd bladzijden. De nummering is een later aangebrachte archiefnummering; de afzonderlijke delen waren bij uitgave niet genummerd. De papieren originelen zijn in een aantal bibliotheken en archieven ter inzag (maar worden meestal niet uitgeleend), Zij zijn o.a. te vinden in de Koninklijke Bibliotheek, daar zijn ook een aantal delen digitaal te bekijken (en te kopiëren), maar alleen in de leeszaal van de bibliotheek)

## De afzonderlijke delen van de atlas en de schrijvers
1. Oudheidkundige kaart van Nederland / J.H. Holwerda, 1924,77 p.
2. De Romeinsche tijd en de Frankische tijd / P.J. Blok, A.W. Byvanck, 1929, 40 p
  - Carton a. De civitates van Germania Inferior met de volksstammen.
  - Carton b. De wegen en plaatsen der Peutingeriana pl.m. 250.
3. De gewesten van Noord- en Zuid-Nederland in 1300 / A.A. Beekman, 1932. - 97 p (herziene druk 1932)
4. Holland, Zeeland en Westvriesland in 1300 / A.A. Beekman, 1916. - 54 p
5. Holland, Zeeland en Westvriesland in 1300 / A.A. Beekman, 1920. - 104 p.
6. Holland, Zeeland en Westvriesland in 1300 / A.A. Beekman, 1921. - 115 p
  - Blad 1. Holland's Noorderkwartier
  - Blad 2. Holland ten Zuiden van het IJ  (noordelijk gedeelte).
  - Blad 3. Cartons bij blad 2. (1. Wendeldijk, 2, Amsterdam in 1425, 3. Haarlem in 1375).
  - Blad 4. Holland ten Zuiden van het I J (zuidelijk gedeelte)
  - Blad 5. Cartons bij blad 4. (1. Toestand aan de noordzijde van den Maas- mond, 2. Bedijkingen in Schieland langs de Merwede)
  - Blad 6. Zeeland
7. marken van Drente, Groningen, Overijsel en Gelderland (deel 1)
  - I.  De Drentsche marken / door B.M. de Jonge van Ellemeet ;
  - II. De Groningsche marken / door J.G.C. Joosting / B.M. de Jonge van Ellemeet, J.G.C. Joosting., 1920. - 156 p
8. De marken van Drente, Groningen, Overijsel en Gelderland (deel 2)
  - Marken in Overijsel / G.A.J. van Engelen van der Veen, 1924. -165 p
  - Marken in Utrecht / A. le Cosquino de Bussy, 1925. -  128 p
9. De Bourgondische tijd: tweede aflevering: De Stadsrechten / A. Telting, W.S. Unger, 1925. 140 p
  - Blad 1 en 2. De Noordelijke Nederlanden in 1476, door P. J. Blok
  - Blad 3. Het Bourgondische Rijk in 1476, door P. J. Blok.
  - Blad 4. De St. Elisabethsvloed, 1421, door A. A. Beekman
  - Blad 5 en 6. De stadsrechten, door W. S. Unger
10. Tekst bij de bladen Holland ten zuiden van het IJ in 1300 (zuidelijk gedeelte) en Holland omstreeks den St. Elizabethsvloed van 1421 (zuidelijk gedeelte) / Th. van Rheineck Leyssius, 1938. - 93 p
  - kaart Holland ten zuiden van het IJ in 1300
11. De zeventien provinciën in 1555 (I) / door P.J. Blok en A,A. Beekman, 1917. - 59 p
  - Het gebied van Karel van Gelre / door P.J. Blok
  - Opmerkingen omtrent de grensteekening in de Zuidelijke Nederlanden / door A.A. Beekman
12. De zeventien provinciën in 1555 (II): 
  - Carton bij blad 5-12. De voormalige zeeboezems in Friesland ten Westen en ten Oosten van de Lauwers, door A. A. Beekman,.1918. - 82 p
13. De kerkelijke indeeling omstreeks 1550 tevens kloosterkaart :
  - I:   Het bisdom Utrecht . S. Muller Hzn, 1921 - 600p
  - II:  De bisdommen Munster en Osnabrück (in Groningen en Friesland) / J.G.C. Joosting, 1921. - 64p
  - III: De bisdommen Munster, Keulen en Luik / door J.S. van Veen -136b p
    - Carton: De kloosters van Windesheim en de huizen der broeders en zusters des gemeenen levens/ door A.A. Beekman
    - Carton: De Emuniteiten der Kapittelkerken to Utrecht. I blad.

  - IV: De nieuwe bisdommen in de Noordelijke Nederlanden 1559-1561 / A.A. Beekman, A.H.L. Hensen, 1922 - 83 p p
14. De Republiek der Vereenigde Nederlanden in 1648 / H. Brugmans, 1919 - 70 p
15. De oorlog van 1672 / A.A. Beekman, 1922. - 47 p
16. De zeeslagen in de Noordzee en het Kanaal / P.J. Blok., 1929. - 5 p
17. De Zuidelijke Nederlanden in de XVIIde en XVIIIde eeuw / F.L. Ganshof en W.A.F. Banier, 1935. - 31 p
18. De Gereformeerde Kerk onder de Republiek omstreeks het midden der 18e eeuw / A.A. Beekman, L Knappert, 1927. - 60 p
19. De Republiek in 1795 met de heerlijkheden, ambachten, enz.: Detailkaart in 19 bladen / door A.A. Beekman, 1913. - 209 p
  - Cartons: De zuidergrenzen in de 18e eeuw en de barrière-steden / door W.A.F. Bannier
  - De Rijnverdeelingen in de 17e en 18e eeuw / door J.W. Welcker / W.A.F. Bannier, A.A. Beekman
20. De Fransche Tijd (1795-1815) / J.C. Ramaer, 1926. - 115 p
21. De rechterlijke indeeling na 1795 / J.C. Overvoorde, 1915. - 32 p
22. Het Koninkrijk der Nederlanden (1815-1931) / J.C. Ramaer., 1931. - 276 p
23. De Roomsch-Katholieke Kerk in het Koninkrijk der Nederlanden / A.A. Beekman, A.H.L. Hensen, 1926. - 11 p
24. De eerste reizen der Nederlanders naar de op bijbehoorende kaart aangeduide landen en eilanden / R. Posthumus Meyjes, 1924. - 59 p
25. De Archipel en het Maleisch Schiereiland in 1619, idem in 1650, de Compagnie buiten den Archipel in 1650 / F.W. Stapel, 1928. - 49 p
26. De handelskerken der Nederlanders tijdens de Republiek / L. Knappert / J.C. Ramaer, 1930. - 10 p
27. De Nederlanders in Guinee en Brazilië / S.P. l'Honoré Naber, 1931. - 49 p
28. De Archipel en het Maleische Schiereiland in 1864 / F.W. Stapel, 1931. - 71 p
29. West-Indië / W.A.F. Bannier, W.R. Menkman, F. Oudschans Dentz, 1933. - 68 p
30. Nederlandsche nederzettingen in de Vereenigde Staten van Amerika / J. van Hinte, 1934. - 23 p
31. Zuid-Afrika onder Nederlandsch bewind / P.J. van Winter, 1936. - 46 p
32. De Compagnie in den Archipel na 1684 tot 1791 - De Compagnie buiten den Archipel door W.A.F. Bannier en E.C. Godee Molsbergen, 1938. - 38 p
33. Verbeteringen en aanvullingen, 1932. - 22 p
34. Verbeteringen en aanvullingen II, 1935. - 25 p

## Kaarten
Kaartbladen waarvan nog geen scan gelokaliseerd is (de papieren versies zijn ter inzage bij de Koninklijke Bibliotheek)
- Marken in Gelderland, Overijsel, Utrecht, enz.

## Kaartbladen online in hoge resolutie
- De gewesten van Noord en Zuid Nederland in 1300, blad 1 en 2
- Hollands Noorderkwartier in 1300, heruitgave
- Holland, Zeeland en Westfriesland in 1300, blad IV
- Holland ten zuiden van het IJ, zuidelijk gedeelte
- Zeeland in 1300
- De St. Elisabethsvloed van 1421, Bourgondische tijd, blad 4 - andere druk
- De stederechten A, Bourgondischd tijd, blad 5
- De stederechten B, Bourgondischd tijd, blad 6
- De republiek in 1795, blad 9 (gebied tussen Den Haag, Amsterdam en Utrecht
- De republiek in 1795, blad 12, 13, 16 en 17 (Zeeland)
- De Republiek in 1795. Blad 13
- De Franse tijd, blad 1: De Bataafse republiek in 1796
- De Franse tijd, blad 3: De Bataafse republiek ten tijde van het Uitvoerend Bewind
- De Franse tijd, blad 4: De Bataafse republiek ten tijde van het Staatsbewind
- De Franse tijd, blad 5: De Bataafse republiek ten tijde van raadspensionaris Schimmelpenninck
- De Franse tijd, blad 6: Het Koninkrijk Holland na 1807
- De Franse tijd, blad 7-8: De Franse departementen van Hollande, I: NW
- De Franse tijd, blad 9-10: De Franse departementen van Hollande, II: NO
- De Franse tijd, blad 11-12: De Franse departementen van Hollande, I: ZW
- De Franse tijd, blad 13-14: De Franse departementen van Hollande, I: ZO

Via onderstaande link kunnen in Wikimedia Commons scans in een wat lagere resolutie bekeken (en gedownload) worden.